# ۲۰۱۰: ادیسه دو
۲۰۱۰: ادیسه دو (انگلیسی: 2010: Odyssey Two) نام رُمانی در گونهٔ علمی-تخیلی است که در سال ۱۹۸۲ میلادی به قلم آرتور سی. کلارک نگاشته شده است. ماجرای این کتاب در ادامهٔ داستان ۲۰۰۱: ادیسه فضایی رخ می‌دهد.
در سال ۲۰۱۰، داستان بر محور یک مأموریت مشترک شوروی و آمریکا بر عرشهٔ فضاپیمای شوروی به نام کیهان‌نورد الکسی لئونوف می‌چرخد. این مأموریت اهداف گوناگونی دارد، از جمله بازیابی فضاپیمای دیسکاوری و بررسی تک‌سنگ اسرارآمیز که در داستان ۲۰۰۱: اودیسه فضایی توسط دیو بومن کشف شده بود. این رمان در سال ۱۹۸۳ نامزد دریافت جایزه هوگو برای بهترین رمان شد. فیلمی بر اساس این کتاب با عنوان ۲۰۱۰: سالی که با آن تماس گرفتیم در سال ۱۹۸۴ با فیلم‌نامه‌ای از پیتر هایامز ساخته شد. داستان نه سال پس از شکست مأموریت فضاپیمای دیسکاوری وان به مشتری می‌گذرد.

## داستان
خدمه‌ای مشترک از شوروی و آمریکا، از جمله هی‌وود فلوید، با فضاپیمای شوروی الکسی لئونوف (که به افتخار الکسی لئونوف نام‌گذاری شده) به سمت مشتری می‌روند تا دلیل شکست مأموریت قبلی را بررسی کنند، تک‌سنگی را که در مدار مشتری قرار دارد مورد مطالعه قرار دهند و رمز ناپدید شدن دیوید بومن را کشف کنند. آنان گمان می‌برند که اطلاعات حیاتی، درون فضاپیمای متروک دیسکاوری وان نهفته است. شوروی‌ها دارای یک سامانهٔ پیشرانهٔ پیشرفته به نام "ساخاروف" هستند که آن‌ها را پیش از فضاپیمای آمریکایی «دیسکاوری تو» به مقصد می‌رساند؛ بنابراین فلوید به خدمهٔ لئونوف ملحق می‌شود.
با این حال، ایستگاه فضایی چینی به ناگهان مدار زمین را ترک می‌کند و خود را به‌عنوان فضاپیمای بین‌سیاره‌ای تسیِن معرفی می‌کند که مقصدش نیز مشتری است. خدمهٔ لئونوف گمان می‌برند که این سفر یک‌طرفه است، اما فلوید حدس می‌زند که به‌دلیل وجود مقدار زیاد آب در قمری طبیعی به نام اروپا، هدف چینی‌ها فرود در آن‌جا و استفاده از آب برای سوخت‌گیری است. اما مأموریت جسورانهٔ تسیِن با شکست مواجه می‌شود، زیرا توسط شکلی از حیات بومی در اروپا نابود می‌گردد. تنها بازمانده، پروفسور چانگ، ماجرا را برای لئونوف مخابره می‌کند و بدین‌ترتیب وجود حیات در اروپا تأیید می‌شود؛ اما گمان می‌رود او پس از تمام شدن هوای لباس فضایی‌اش جان می‌بازد.
لئونوف با عبور خطرناک از جو مشتری (با کمک ترمز جوی) به فضاپیمای دیسکاوری می‌رسد. دکتر چندرا، که سازندهٔ هال ۹۰۰۰ است، رایانه را مجدداً فعال می‌کند تا دلیل رفتار غیرطبیعی پیشین آن را بیابد. پس از مدتی، فلوید در حال گفت‌وگو با واسیلی اورلوف است که ناگهان اورلوف برای لحظه‌ای می‌بیند که تک‌سنگ که "برادربزرگه" لقب گرفته، دوباره به شکل دروازه ستاره‌ای گشوده می‌شود و دیوید بومن از بُعد آن به جهان ما بازمی‌گردد. اما متأسفانه فلوید پشت به صحنه نشسته و آن را نمی‌بیند.
سپس صحنه‌هایی از کاوش‌های دیوید بومن دنبال می‌شود، که اکنون به موجودی بدون جسم مادی و بر پایهٔ انرژی تبدیل شده، همانند بیگانگانی که تک‌سنگ‌ها را کنترل می‌کنند. در این سفر، تجسم بومن بر زمین ظاهر می‌شود و با افراد مهمی از گذشتهٔ خود تماس برقرار می‌کند: او به دیدار مادرش می‌رود و پیش از مرگ، موهای او را شانه می‌زند؛ همچنین تصویرش روی صفحه تلویزیون به دوست‌دختر سابقش ظاهر می‌شود. فرازمینی‌ها از بومن به‌عنوان کاوشگری برای شناخت بشریت استفاده می‌کنند. بومن سپس به سامانه مشتری بازمی‌گردد تا زیر یخ‌های اروپا و زیر ابرهای مشتری جست‌وجو کند. او در اروپا موجودات دریایی و در مشتری موجوداتی گازی می‌یابد. هر دو شکل حیات ابتدایی هستند، اما بیگانگان، موجودات اروپایی را دارای پتانسیل تکاملی می‌دانند.
تجسمی از بومن به فلوید هشدار می‌دهد که باید ظرف پانزده روز مشتری را ترک کنند. فلوید ابتدا نمی‌تواند دیگر اعضای خدمه را قانع کند، اما سپس تک‌سنگ به‌طور کامل از مدار ناپدید می‌شود.
خدمهٔ لئونوف نقشه‌ای طراحی می‌کنند تا با استفاده از دیسکاوری (وان) به‌عنوان راکت تقویتی، به زمین بازگردند. دیسکاوری و هال در مدار مشتری گیر خواهند افتاد، زیرا سوخت کافی برای بازگشت ندارند. خدمه نگران‌اند که هال با فهم این‌که دوباره رها خواهد شد، دچار همان ناهنجاری پیشین شود؛ بنابراین چندرا باید او را قانع کند که جان خدمه در خطر است.
خدمهٔ لئونوف از مشتری می‌گریزند، در حالی‌که لکهٔ تاریکی در مشتری پدیدار می‌شود و به‌سرعت گسترش می‌یابد. مشاهدات تلسکوپی هال نشان می‌دهد که "لکهٔ سیاه بزرگ" در واقع توده‌ای عظیم از تک‌سنگ‌ها است که به‌طرز نمایی در حال افزایش‌اند و گویا در حال خوردن سیاره‌اند. این تک‌سنگ‌ها با رفتار ماشین‌های خودتکثیر، چگالی مشتری را آن‌قدر افزایش می‌دهند که نهایتاً گداخت هسته‌ای در آن آغاز می‌شود و مشتری به یک ستاره کوچک تبدیل می‌شود. این تحول، شکل‌های ابتدایی حیات در جو مشتری را نابود می‌کند، چراکه کنترل‌کنندگان تک‌سنگ‌ها آن‌ها را فاقد توان تکامل می‌دانستند، بر خلاف موجودات آبی اروپا.
پیش از این دگرگونی، بومن به دیسکاوری (وان) بازمی‌گردد تا فرمان پایانی را به هال بدهد. هال شروع به پخش مداوم پیامی می‌کند:
«این جهان‌ها همه از آنِ شماست – جز اروپا.
هیچ فرودی در آن‌جا انجام ندهید.»
تولد ستارهٔ جدید که در زمین به نام لوسیفر شناخته می‌شود، دیسکاوری (وان) را نابود می‌سازد. اما در قدردانی از یاری هال، بومن از بیگانگان می‌خواهد تا هوش مصنوعی هال را از هستهٔ رایانهٔ دیسکاوری خارج کرده و او را به همان گونهٔ هستی خود بدل کنند تا همراهش باشد.

## دنباله‌ها
- ۲۰۰۱: ادیسه فضایی
- ۲۰۱۰: ادیسه دو
- ۲۰۶۱: ادیسه سه
- ۳۰۰۱: ادیسه نهایی